# Restio colliculospermus
Restio colliculospermus là một loài thực vật có hoa trong họ Restionaceae. Loài này được H.P.Linder miêu tả khoa học đầu tiên năm 1985.